# Elaenia
Az Elaenia a madarak (Aves) osztályának verébalakúak (Passeriformes) rendjébe és a királygébicsfélék (Tyrannidae) családjába tartozó nem.

## Rendszerezésük
A nemet Carl Jakob Sundevall svéd zoológus írta le 1836-ban, az alábbi fajok tartoznak ide:
- Elaenia cristata
- Elaenia ruficeps
- Elaenia gigas
- Elaenia obscura
- Elaenia sordida[3] vagy Elaenia obscura sordida[2]
- Elaenia dayi
- Elaenia strepera
- nagy elénia (Elaenia spectabilis)
- noronhai elénia (Elaenia ridleyana)
- barnás elénia (Elaenia pelzelni)
- sárgahasú elénia (Elaenia flavogaster)
- Elaenia parvirostris
- Elaenia mesoleuca
- Elaenia chiriquensis
- Elaenia brachyptera[1] vagy Elaenia chiriquensis brachyptera[2]
- Elaenia chilensis[1] vagy Elaenia albiceps chilensis[2]
- fehérbóbitás elénia (Elaenia albiceps)
- Elaenia pallatangae
- Elaenia fallax
- hispaniolai elénia (Elaenia cherriei)[1] vagy Elaenia fallax cherriei[2]
- karibi elénia (Elaenia martinica)
- hegyi elénia (Elaenia frantzii)
- Elaenia olivina

## Előfordulásuk
Mexikó, a Karib-térség, Közép-Amerika és Dél-Amerika területén honosak. Természetes élőhelyeik a szubtrópusi és trópusi erdők, cserjések és szavannák. Állandó, nem vonuló fajok.

## Megjelenésük
Testhosszuk 13,5-20 centiméter közötti.

## Életmódjuk
Rovarokkal, bogyókkal és gyümölcsökkel táplálkoznak.